# Ден Голді
Ден Голді (англ. Dan Goldie; нар. 3 жовтня 1963) — колишній американський тенісист.
Найвищу одиночну позицію світового рейтингу — 27 місце досяг 17 квітня, 1989, парну — 40 місце — 6 березня, 1989 року.
Здобув 2 одиночні та 2 парні титули.
Найвищим досягненням на турнірах Великого шолома був чвертьфінал в одиночному розряді.
Завершив кар'єру 1991 року.

## Фінали

### Одиночний розряд (2 перемоги)
| Результат | W/L | Дата     | Турнір               | Покриття | Суперник        | Рахунок            |
| --------- | --- | -------- | -------------------- | -------- | --------------- | ------------------ |
| Перемога  | 1–0 | Лип 1987 | Ньюпорт, США         | Трава    | Семмі Джаммалва | 6–7(5–7), 6–4, 6–4 |
| Перемога  | 2–0 | Кві 1988 | Сеул, Південна Корея | Тверде   | Ендрю Кастл     | 6–3, 6–7(5–7), 6–0 |

### Парний розряд (2–2)
| Результат | W/L | Дата     | Турнір                    | Покриття | Партнер     | Суперники                             | Рахунок       |
| --------- | --- | -------- | ------------------------- | -------- | ----------- | ------------------------------------- | ------------- |
| Перемога  | 1–0 | Лип 1987 | Ньюпорт, США              | Трава    | Ларрі Скотт | Чіп Гупер Майк Ліч                    | 6–3, 4–6, 6–4 |
| Поразка   | 1–1 | Жов 1987 | Скоттсдейл, США           | Тверде   | Мел Перселл | Рік Ліч Джим П'ю                      | 3–6, 2–6      |
| Перемога  | 2–1 | Січ 1988 | Веллінгтон, Нова Зеландія | Тверде   | Рік Ліч     | Бродерік Дайк Гленн Мічібата          | 6–2, 6–3      |
| Поразка   | 2–2 | Лип 1988 | Ньюпорт, США              | Трава    | Скотт Девіс | Келлі Джонс (тенісист) Петер Лундгрен | 3–6, 6–7      |